# Oxyrhachis crinitus
Oxyrhachis crinitus är en insektsart som beskrevs av Buckton. Oxyrhachis crinitus ingår i släktet Oxyrhachis och familjen hornstritar. Inga underarter finns listade i Catalogue of Life.